# Château de Jvanets
Les ruines du château de Jvanets (en ukrainien : Жванецький замок) sont perchées sur une colline s'élevant au-dessus de la rivière Jvantchyk à vingt kilomètres au sud-ouest de Kamianets-Podilskyï, dans l'oblast de Khmelnytskyï, en Ukraine.

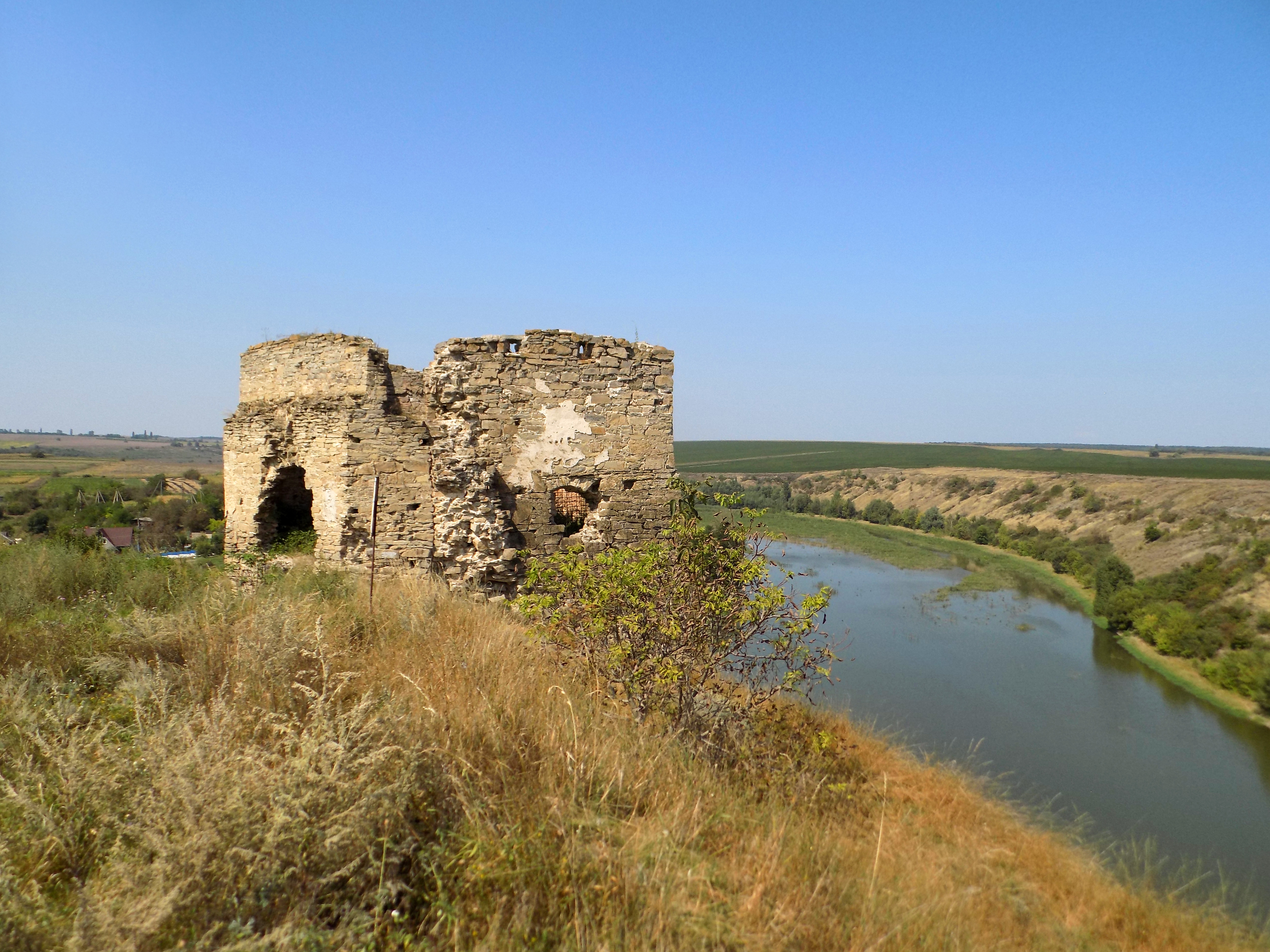
Actuellement.